# Tubulação de calor

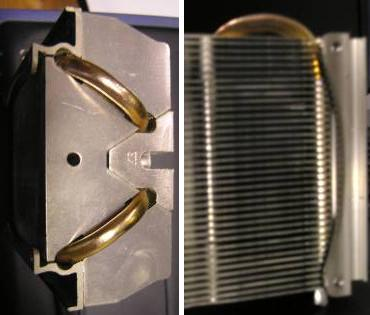
Dissipador de alumínio com uma tubulação de calor.

Tubulação de calor (em engenharia, no inglês o que é chamado heat pipe) é um tubo com alta condutividade térmica usado como um dissipador de calor.
Consiste em um tubo fechado em ambos os extremos em cujo interior há um fluido a uma pressão adequada para que se evapore e condense em uma faixa determinada de temperatura.
Ao aplicar-lhe calor em um extremo o líquido se evapora deste extremo e se desloca ao outro lado, ligeiramente mais frio, condensando-se e transferindo-lhe o calor.
Em informática se utiliza para dissipar o calor que produzem alguns componentes de hardware, como os microprocessadores, chipset, GPU ou qualquer outro tipo de componente ao qual se deseja aplicar refrigeração silenciosa. Tem a vantagem de que não emite nenhum ruído, diferentemente dos ventiladores.